# Lato miłości (film 2004)
Lato miłości (ang. My Summer of Love) – brytyjski dramat filmowy o tematyce LGBT z 2004 roku w reżyserii Pawła Pawlikowskiego.

## Fabuła
Mona, 16-letnia dziewczyna mieszkająca w małym angielskim miasteczku, ma starszego brata neofitę, który zamienia swój pub w salę spotkań modlitewnych. Tamsin, mieszkająca w pobliżu nastolatka, jest córką aktorki i zdradzającego ją biznesmena, którzy poświęcają córce niewiele uwagi. Kiedy Mona i Tamsin poznają się, natychmiast zakochują się w sobie. Wkrótce jednak odkrywają, że w tak małym mieście nie jest łatwo utrzymać ich rodzący się romans w tajemnicy.

## Obsada

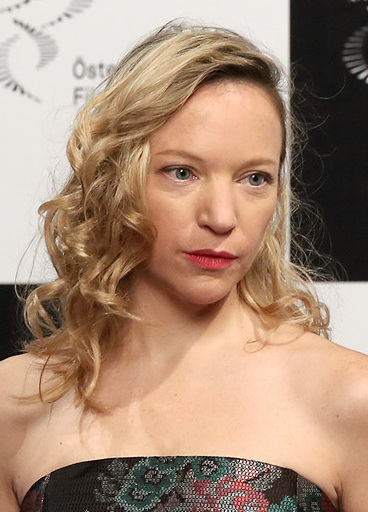
Natalie Press (2014)

| Rola          | Aktor              |
| ------------- | ------------------ |
| Mona          | Natalie Press      |
| Phil          | Paddy Considine    |
| Tamsin        | Emily Blunt        |
| Mama Tamsin   | Lynette Edwards    |
| Tata Tamsin   | Paul Antony-Barber |
| Ricky         | Dean Andrews       |
| Żona Rickiego | Michelle Byrne     |
| Sadie         | Kathryn Sumner     |

## Produkcja
Reżyserem filmu był mieszkający w Wielkiej Brytanii polski filmowiec Paweł Pawlikowski, pionier w dziedzinie kina realizmu społecznego, które od czasu filmu Ostatnie wyjście z 2000 roku stało się dominującą odmianą kina brytyjskiego.
Naśladując twórczość Mike’a Leigh, Pawlikowski na planie improwizował. Metodę reżysera reporter „The Guardiana” opisywał następująco: „Nie obnosi się ze swoim ciężarem ani nie upokarza obsady: po prostu spokojnie odmawia zmiany zdania, bez względu na to, czy aktor czuje się przez to niekomfortowo, czy ekipa jest podenerwowana”.

## Odbiór

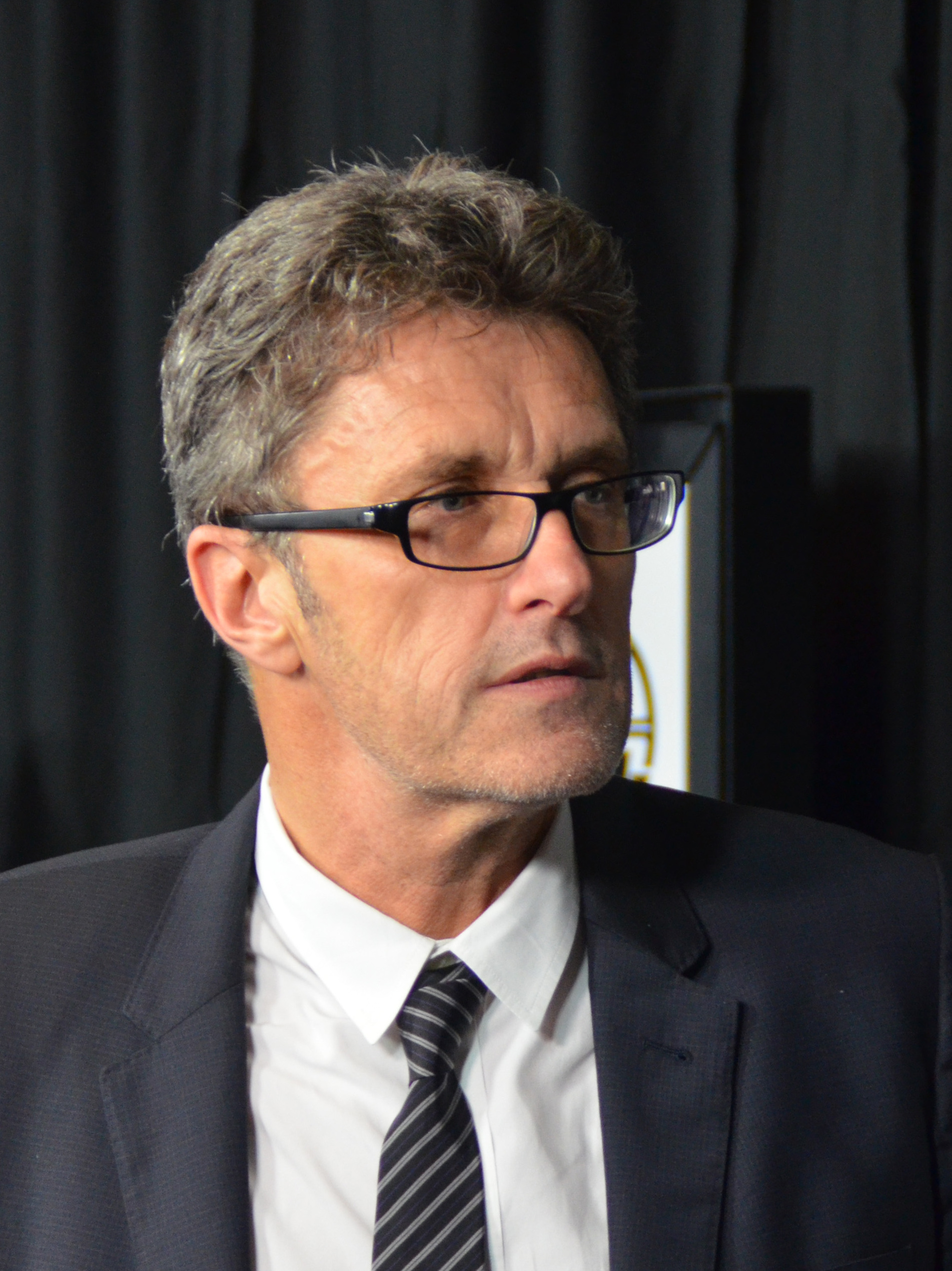
Paweł Pawlikowski, reżyser filmu

Lato miłości spotkało się z pozytywnym odbiorem krytyków. Zdaniem Braina Dillarda z portalu AllMovie „film łączy wzruszający romans z ostrym dowcipem, a uważną antropologię społeczną z przepięknymi, słonecznymi obrazami. W rezultacie powstał obraz tak doskonale wyważony, że niesie w sobie radość i ciężar prawdziwego życia”. A.O. Scott w recenzji dla „The New York Timesa” pisał, że Pawlikowski „oddaje pełną marzeń intensywność ich związku z urzekającym liryzmem. Jego długie ujęcia, silne zbliżenia i nagłe zmiany perspektywy wprowadzają widza w prywatny, erotyczny i trochę przerażający świat”. Z większym sceptycyzmem film traktował Roger Ebert: „Z «Variety» dowiaduję się, że scenariusz inspirowany jest powieścią Helen Cross, w której pojawia się strajk górników i kilka morderstw. Tego wszystkiego tutaj brakuje, a pozostało leniwe lato intensywnego, niepewnego romansu; to nie jest film o dojrzewaniu, ale o byciu w sile wieku”.

## Nagrody
| Rok  | Festiwal                                                       | Nagroda                                                    | Odbiorca           | Wynik     |
| ---- | -------------------------------------------------------------- | ---------------------------------------------------------- | ------------------ | --------- |
| 2004 | Brytyjska Akademia Sztuk Filmowych i Telewizyjnych             | Nagroda Alexandra Kordy dla najlepszego filmu brytyjskiego | Lato miłości       | Wygrana   |
| 2004 | Międzynarodowy Festiwal Filmowy w Edynburgu                    | Nagroda dla najlepszego nowego filmu brytyjskiego          | Lato miłości       | Wygrana   |
| 2005 | Europejska Nagroda Filmowa                                     | Najlepsze zdjęcia                                          | Ryszard Lenczewski | Nominacja |
| 2005 | Międzynarodowy Festiwal Operatorów Filmowych „Manaki Brothers” | Bronze Camera 300                                          | Ryszard Lenczewski | Wygrana   |
| 2006 | Polskie Nagrody Filmowe                                        | Orzeł za najlepszy film europejski                         | Lato miłości       | Wygrana   |